# Слесаренко, Оксана Владимировна
Окса́на Влади́мировна Слесаре́нко (род. 27 апреля 1970, Свердловск) — российская кёрлингистка на колясках.
В составе сборной России по кёрлингу на колясках серебряный призёр зимних Паралимпийских игр 2014, трёхкратная чемпионка мира (2012, 2015, 2016). Была признана Международным паралимпийским комитетом лучшей спортсменкой февраля 2012 года.
Призёр чемпионатов России. Обладатель Кубка России (2018).
Заслуженный мастер спорта России. Член областного спортивного клуба «Родник» (Екатеринбург).
В возрасте 14 лет попала в автокатастрофу, получила перелом позвоночника.

## Достижения
- Зимние Паралимпийские игры: серебро (2014).
- Чемпионат мира по кёрлингу на колясках: золото (2012, 2015).
- Чемпионат России по кёрлингу на колясках: серебро (2018, 2019, 2020), бронза (2016, 2017).
- Кубок России по кёрлингу на колясках: золото (2018), серебро (2019).

## Команды
| Сезон   | Четвёртый         | Третий             | Второй             | Первый             | Запасной          | Тренер                             | Турниры             |
| ------- | ----------------- | ------------------ | ------------------ | ------------------ | ----------------- | ---------------------------------- | ------------------- |
| 2003—04 | Виктор Ершов      | Валерий Чепилко    | Андрей Смирнов     | Оксана Слесаренко  | Николай Мельников | Oleg Narinyan                      | ЧМК 2004 (9 место)  |
| 2004—05 | Виктор Ершов      | Андрей Смирнов     | Николай Мельников  | Оксана Слесаренко  | Валерий Чепилко   | Oleg Narinyan                      | ЧМК 2005 (15 место) |
| 2006—07 | Николай Мельников | Андрей Смирнов     | Валерий Чепилко    | Оксана Слесаренко  | Виктор Ершов      | Oleg Narinyan                      | ЧМК 2007 (8 место)  |
| 2007—08 | Андрей Смирнов    | Николай Мельников  | Марат Романов      | Оксана Слесаренко  | Олег Макаров      | Ефим Жиделев                       | ЧМК 2008 (10 место) |
| 2010—11 | Андрей Смирнов    | Марат Романов      | Александр Шевченко | Светлана Пахомова  | Оксана Слесаренко | Vladimir Shevchenko, Антон Батугин | ЧМК 2011 (4 место)  |
| 2011—12 | Андрей Смирнов    | Марат Романов      | Александр Шевченко | Оксана Слесаренко  | Светлана Пахомова | Маргарита Нестерова                | ЧМК 2012            |
| 2012—13 | Андрей Смирнов    | Марат Романов      | Александр Шевченко | Светлана Пахомова  | Оксана Слесаренко | Антон Батугин                      | ЧМК 2013 (5 место)  |
| 2013—14 | Андрей Смирнов    | Александр Шевченко | Светлана Пахомова  | Марат Романов      | Оксана Слесаренко | Антон Батугин                      | ЗПИ 2014            |
| 2014—15 | Андрей Смирнов    | Марат Романов      | Оксана Слесаренко  | Александр Шевченко | Светлана Пахомова | Антон Батугин                      | ЧМК 2015            |
| 2015—16 | Андрей Смирнов    | Оксана Слесаренко  | Евгений Пинженин   | Ольга Стрепетова   |                   |                                    | ЧРК 2016            |
| 2016—17 | Андрей Смирнов    | Оксана Слесаренко  | Виктор Ершов       | Олег Перминов      | Ольга Стрепетова  |                                    | ЧРК 2017            |
| 2017—18 | Андрей Смирнов    | Олег Перминов      | Оксана Слесаренко  | Евгений Пинженин   | Виктор Ершов      |                                    | ЧРК 2018            |
| 2018—19 | Андрей Смирнов    | Ольга Стрепетова   | Оксана Слесаренко  | Олег Перминов      | Виталий Фёдоров   |                                    | КРК 2018            |
| 2018—19 | Андрей Смирнов    | Оксана Слесаренко  | Олег Перминов      | Ольга Стрепетова   | Евгений Пинженин  | Сергей Шамов, Софья Ярутина        | ЧРК 2019            |
| 2019—20 | Андрей Смирнов    | Оксана Слесаренко  | Виталий Фёдоров    | —                  |                   |                                    | КРК 2019            |
| 2019—20 | Андрей Смирнов    | Оксана Слесаренко  | Олег Перминов      | Ольга Ращектаева   | Виктор Ершов      |                                    | ЧРК 2020            |

(скипы выделены полужирным шрифтом; данные по чемпионатам России неполные — пока не найдены источники с полными составами команд для чемпионатов 2015 года и ранее)

## Награды
- Медаль ордена «За заслуги перед Отечеством» I степени (17 марта 2014 года) — за большой вклад в развитие физической культуры и спорта, высокие спортивные достижения на XI Паралимпийских зимних играх 2014 года в городе Сочи[8]